# Hemisphaerius moluccanus
Hemisphaerius moluccanus är en insektsart som beskrevs av George Willis Kirkaldy 1913. Hemisphaerius moluccanus ingår i släktet Hemisphaerius och familjen sköldstritar. Inga underarter finns listade i Catalogue of Life.